# Дариџа
Дариџа (тур. Darıca) је град у Турској у вилајету Коџаели. Према процени из 2009. у граду је живело 139.261 становника.

## Становништво
Према процени, у граду је 2009. живело 139.261 становника.
| 1990.  | 2000.  |
| ------ | ------ |
| 53.559 | 85.818 |